# Callosciurus pygerythrus
Callosciurus pygerythrus es una especie de roedor de la familia Sciuridae.

## Distribución geográfica

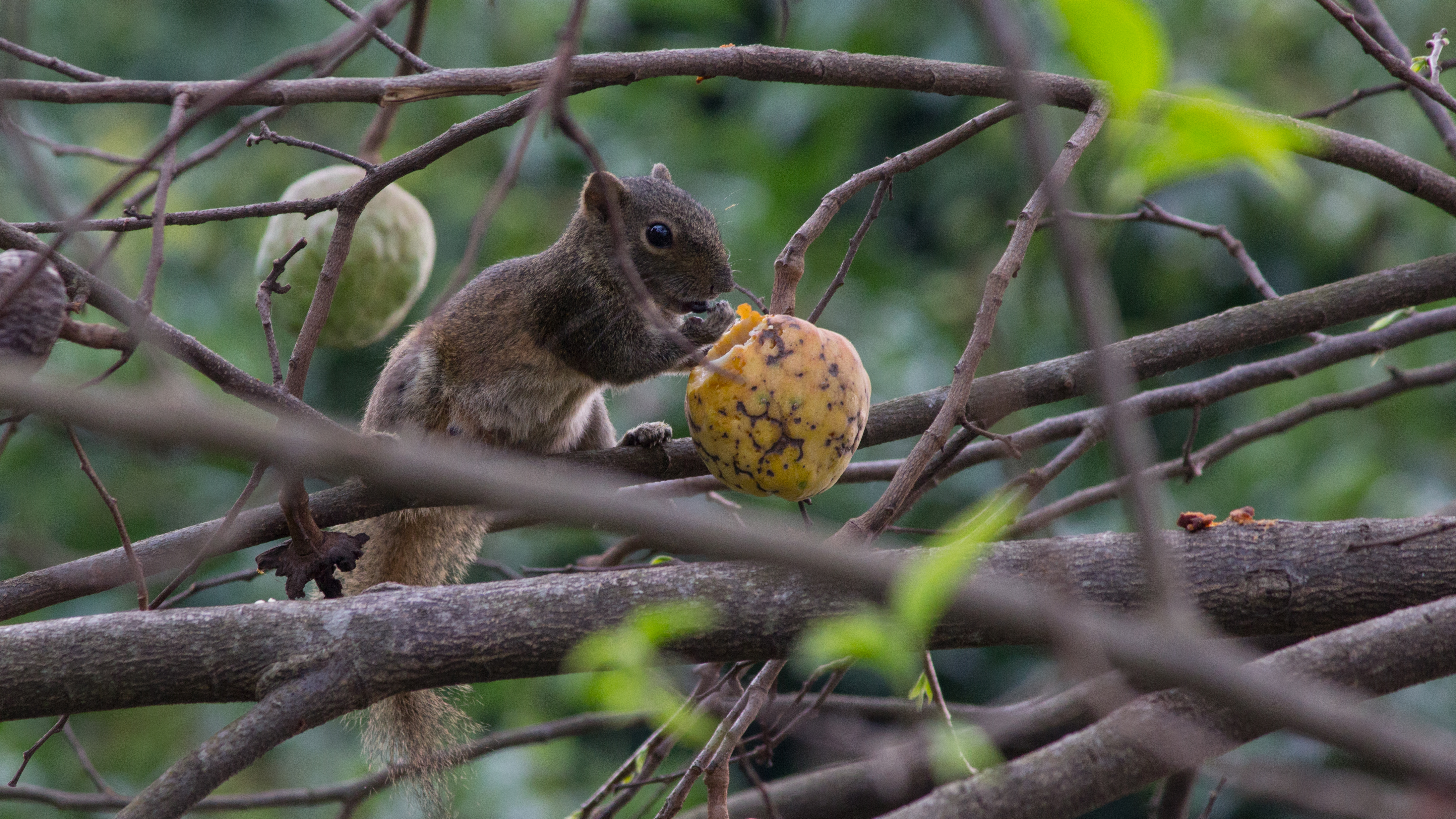

Se encuentran en Bangladés, China, India, Birmania y  Nepal.

## Estado de conservación
Se encuentra amenazada de extinción por la pérdida de su hábitat natural.